# 北葉尼塞斯基區
60°22′49″N 93°02′06″E / 60.38028°N 93.03500°E
北葉尼塞斯基區（俄语：Северо-Енисейский район），是俄羅斯的一個區，位於該國中部，由克拉斯諾亞爾斯克邊疆區負責管轄，始建於1932年4月1日，面積47,242平方公里，2010年人口11,119，人口密度每平方公里0.24人。